# Vergennes (Vermont)
Vergennes is een plaats (city) in de Amerikaanse staat Vermont, en valt bestuurlijk gezien onder Addison County.

## Demografie

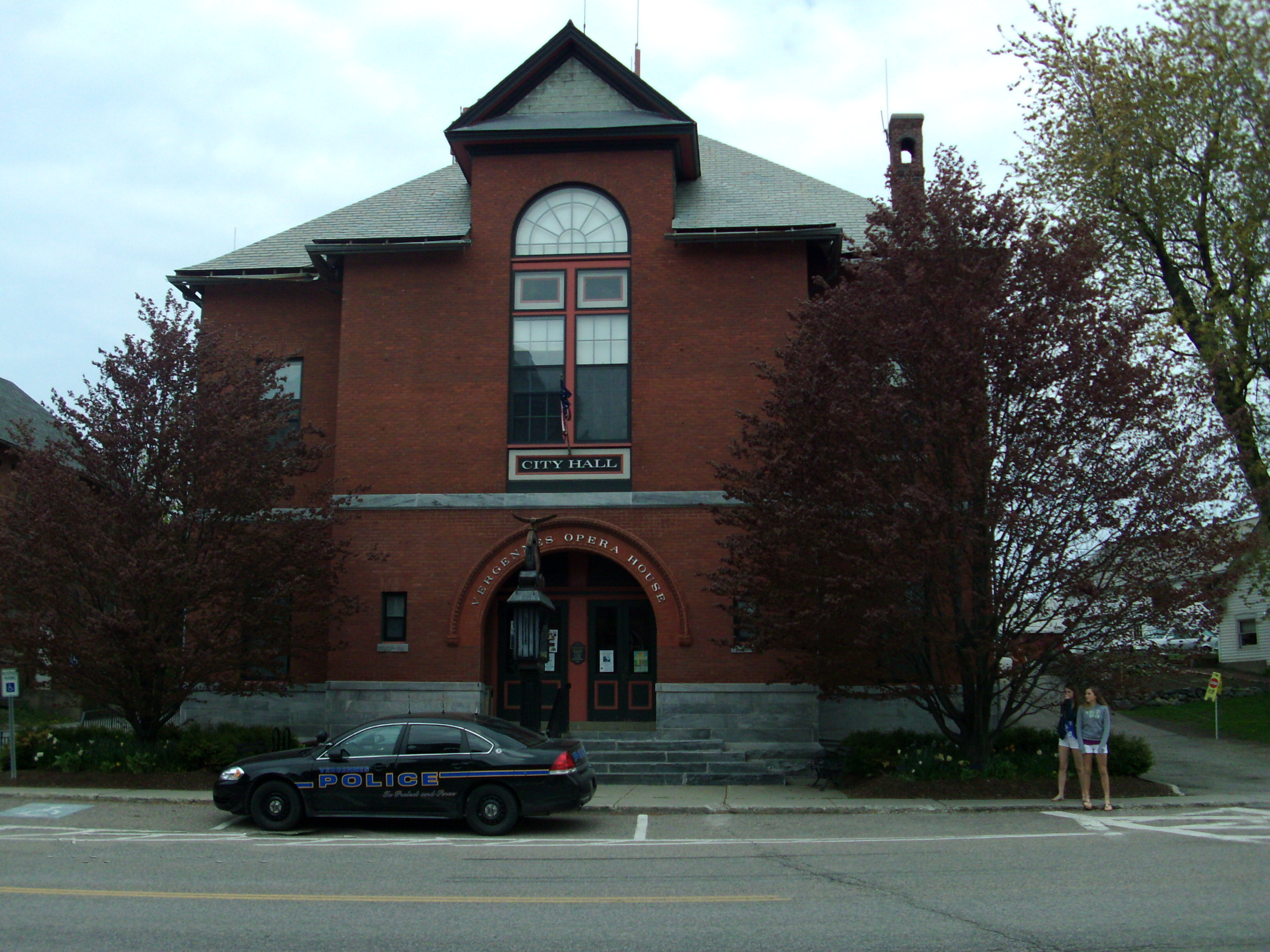
Vergennes het stadhuis, de opera, en politiebureau

Bij de volkstelling in 2000 werd het aantal inwoners vastgesteld op 2741.
In 2006 is het aantal inwoners door het United States Census Bureau geschat op 2746, een stijging van 5 (0.2%).

## Geografie
Volgens het United States Census Bureau beslaat de plaats een oppervlakte van
6,5 km², waarvan 6,2 km² land en 0,3 km² water.

## Plaatsen in de nabije omgeving
De onderstaande figuur toont nabijgelegen plaatsen in een straal van 36 km rond Vergennes.